# Marie Fredriksson
Gun-Marie Fredriksson słuchajⓘ (ur. 30 maja 1958 w Össjö, zm. 9 grudnia 2019 w Djursholm) – szwedzka piosenkarka, kompozytorka, członkini zespołów Strul oraz Roxette.

## Życiorys

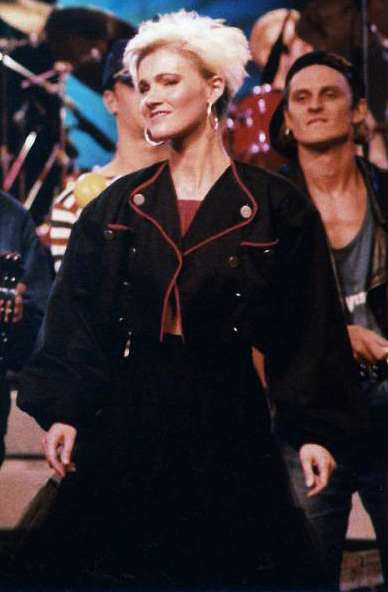
Marie Fredriksson w 1987

Marie Fredriksson w dzieciństwie mieszkała z rodzicami w Östra-Ljungby. W 1986 razem ze swoim przyjacielem Perem Gessle utworzyła zespół Roxette. W 1994 wyszła za mąż za Mikaela Bolyosa, mieli dwoje dzieci. W roku 2002 u Fredriksson wykryto guza tylnej części mózgu, w związku z czym musiała przejść intensywne leczenie w Karolinska Hospital w Sztokholmie. W czasie trwania choroby zniosła miesiące chemioterapii i serie napromieniania. Pomimo szybkiego leczenia, natychmiastowej, udanej operacji, Marie doznała trwałego uszkodzenia mózgu. Straciła przez to zdolność czytania, liczenia, a także doznała paraliżu prawej strony ciała i częściowej utraty wzroku w prawym oku.
W styczniu 2003 zespół Roxette otrzymał z rąk króla Szwecji Karola XVI Gustawa Królewski Medal z Niebieską Wstęgą. Ceremonia była pierwszą, na której Fredriksson pojawiła się po operacji. W 2004 piosenkarka oświadczyła, że jest już zdrowa. W tym roku również wydała pierwszą solową płytę po angielsku, „The Change”, której teksty opowiadają o jej chorobie i uczuciach. W 2006 z okazji 20-lecia zespołu Roxette wraz z Perem Gessle wydała płytę z największymi hitami zespołu A Collection of Roxette Hits – Their 20 Greatest Songs! oraz box – The Rox Box / Roxette 86–06. W 2007 wraz z mężem Mikaelem Bolyosem nagrała kolejną anglojęzyczną płytę – „A Family Affair”. W 2018 roku wydana została biografia Marie Fredriksson napisana przez piosenkarkę Helenę von Zweigbergk.
Zmarła 9 grudnia 2019 w swym domu wskutek nowotworu mózgu, z którym walczyła od 2002 roku.

## Dyskografia
Albumy
| 1984                        | Het Vind - Data: 20 września 1984 - Wydawca: EMI               | 20 | –  |                    |
| 1986                        | Den Sjunde Vågen - Data: 17 lutego 1986 - Wydawca: EMI         | 6  | –  |                    |
| 1992                        | Efter Stormen - Data: 12 października 1987 - Wydawca: EMI      | 1  | –  |                    |
| 1992                        | Den Ständiga Resan - Data: 14 października 1992 - Wydawca: EMI | 1  | 17 | - SWE: złota płyta |
| 1996                        | I En Tid Som Vår - Data: 4 listopada 1996 - Wydawca: EMI       | 2  | –  | - SWE: złota płyta |
| 2004                        | The Change - Data: 27 października 2004 - Wydawca: EMI         | 1  | –  | - SWE: złota płyta |
| 2006                        | Min bäste vän - Data: 14 czerwca 2006 - Wydawca: EMI           | 3  | –  |                    |
| 2013                        | NU - Data: 20 listopada 2013 - Wydawca: Parlophone             | 6  | –  |                    |
| „–” album nie był notowany. |                                                                |    |    |                    |

Kompilacje
| 2000                        | Äntligen – Marie Fredrikssons Bästa 1984-2000 - Data: 31 marca 2000 - Wydawca: EMI    | 1  | 6 | - SWE: 3x platynowa płyta |
| 2002                        | Kärlekens Guld - Data: 24 września 2002 - Wydawca: EMI                                | –  | – |                           |
| 2007                        | Tid För Tystnad Marie Fredriksson’s Balladar - Data: 28 listopada 2007 - Wydawca: EMI | 32 | – |                           |
| „–” album nie był notowany. |                                                                                       |    |   |                           |

Inne
| Tytuł | Dane dot. albumu |
| ----- | --- |
| 2007  | A Family Affair (Mikael Bolyos featuring Marie Fredriksson and Mats Ronander) - Data: 14 czerwca 2007 - Wydawca: EMI |